# Boston Marathon 1913
De Boston Marathon 1913 werd gelopen op zaterdag 19 april 1913. Het was de zeventiende editie van deze marathon. De Amerikaan Fritz Carlson, die een jaar eerder nog als vijfde was geëindigd, finishte ditmaal als eerste in 2:15.14,8, ruim tien minuten sneller dan zijn vorige prestatie.
Evenals in voorgaande jaren was het parcours, ten opzichte van de sinds de Olympische Spelen van 1908 gevestigde opvatting dat de marathon een lengte van 42,195 km hoorde te hebben, te kort. Het was namelijk nog steeds tussen de 37 en 38,8 km lang.

## Uitslag
| rang   | naam              | land | tijd      |
| ------ | ----------------- | ---- | --------- |
| Goud   | Fritz Carlson     | USA  | 2:25.14,8 |
| Zilver | Andrew Sockalexis | USA  | 2:27.12,4 |
| Brons  | Harry Smith       | USA  | 2:28.23,8 |
| 4      | George McInerney  | USA  | 2:31.51   |
| 5      | Édouard Fabre     | CAN  | 2:32.18,8 |
| 6      | John Stack        | USA  | 2:32.38,8 |
| 7      | Joseph Lorden     | USA  | 2:33.04,4 |
| 8      | William Brown     | USA  | 2:33.46,4 |
| 9      | George Gaskill    | USA  | 2:34.00   |
| 10     | Anastas Sturgis   | USA  | 2:35.42,8 |

1897 ·
1898 ·
1899 ·
1900 ·
1901 ·
1902 ·
1903 ·
1904 ·
1905 ·
1906 ·
1907 ·
1908 ·
1909 ·
1910 ·
1911 ·
1912 ·
1913 ·
1914 ·
1915 ·
1916 ·
1917 ·
1918 ·
1919 ·
1920 ·
1921 ·
1922 ·
1923 ·
1924 ·
1925 ·
1926 ·
1927 ·
1928 ·
1929 ·
1930 ·
1931 ·
1932 ·
1933 ·
1934 ·
1935 ·
1936 ·
1937 ·
1938 ·
1939 ·
1940 ·
1941 ·
1942 ·
1943 ·
1944 ·
1945 ·
1946 ·
1947 ·
1948 ·
1949 ·
1950 ·
1951 ·
1952 ·
1953 ·
1954 ·
1955 ·
1956 ·
1957 ·
1958 ·
1959 ·
1960 ·
1961 ·
1962 ·
1963 ·
1964 ·
1965 ·
1966 ·
1967 ·
1968 ·
1969 ·
1970 ·
1971 ·
1972 ·
1973 ·
1974 ·
1975 ·
1976 ·
1977 ·
1978 ·
1979 ·
1980 ·
1981 ·
1982 ·
1983 ·
1984 ·
1985 ·
1986 ·
1987 ·
1988 ·
1989 ·
1990 ·
1991 ·
1992 ·
1993 ·
1994 ·
1995 ·
1996 ·
1997 ·
1998 ·
1999 ·
2000 ·
2001 ·
2002 ·
2003 ·
2004 ·
2005 ·
2006 ·
2007 ·
2008 ·
2009 ·
2010 ·
2011 ·
2012 ·
2013 ·
2014 ·
2015 ·
2016 ·
2017 ·
2018 ·
2019 ·
2020 ·
2021 ·
2022